# Référendum grec de 1946

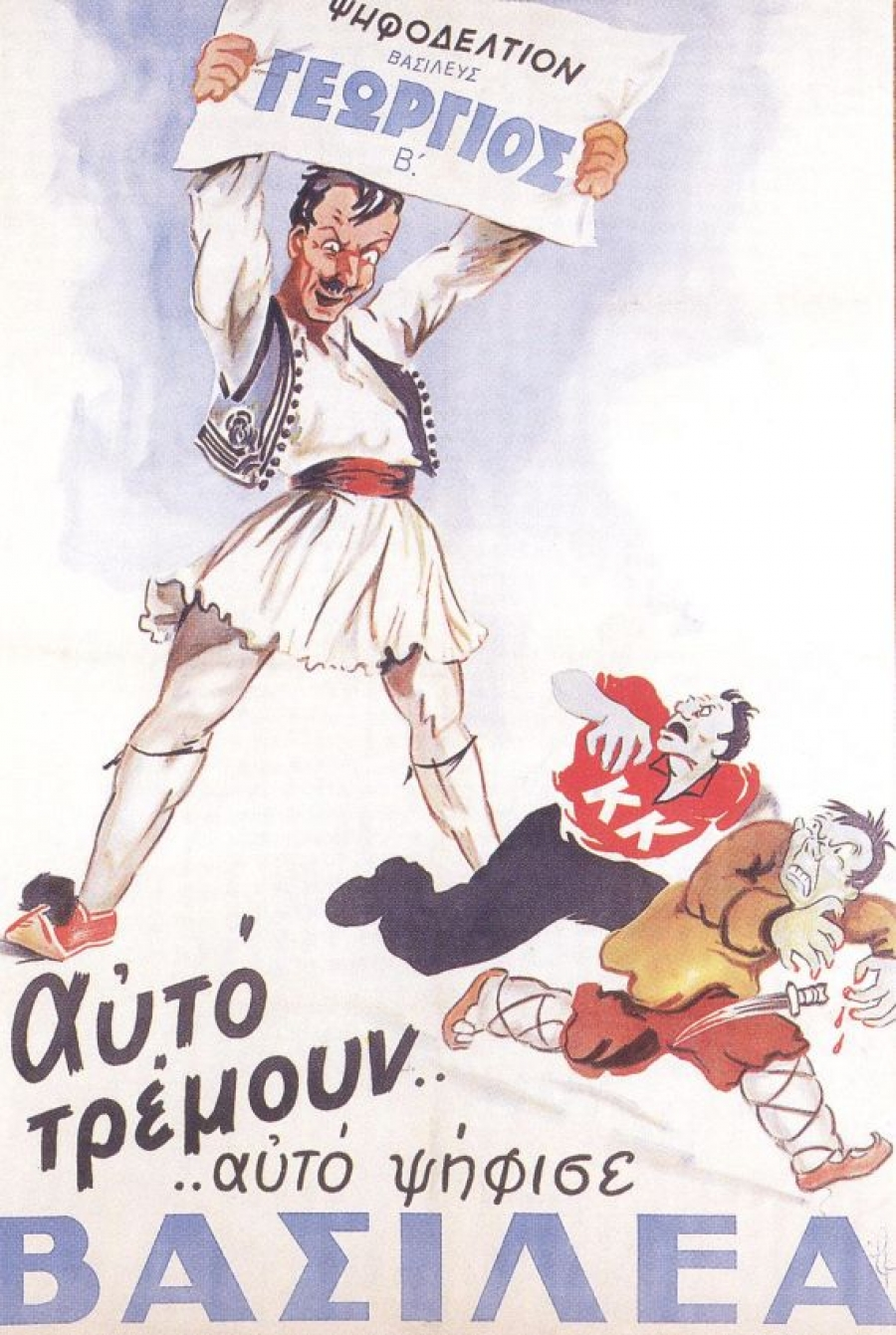
Affiche pro-monarchiste, pour le référendum du 1 septembre 1946.

Le référendum grec de 1946 est une consultation populaire organisée par le gouvernement monarchiste de Konstantinos Tsaldaris le 1er septembre 1946.

## Contexte historique
Après la Libération d'Athènes en 1944, les forces de la résistance empêchent le roi Georges II et sa famille de revenir dans leur pays et favorisent la mise en place d'une régence avec, à sa tête, l'archevêque Damaskinos d'Athènes. Cependant, l'instabilité du pays, divisé entre communistes et libéraux, permet aux monarchistes de revenir au pouvoir après les élections législatives de mars 1946. Devenu Premier ministre, Konstantinos Tsaldaris organise un référendum visant à permettre à Georges II de remonter sur le trône.

## Résultats
Le référendum, qui est boycotté par les communistes, mobilise officiellement 90 % de l'électorat grec et 69 % des votants expriment leur soutien à la restauration. Cependant, les conditions dans lesquelles la consultation populaire est organisée sont contestées par les groupes républicains, qui accusent le Parti du peuple d'avoir trafiqué le résultat des urnes.
La victoire des monarchistes permet finalement à Georges II de revenir en Grèce le 27 septembre 1946. Mais, dans le même temps, la guerre civile éclate dans le nord du pays.
| Choix                   | Votes     | %    |
| ----------------------- | --------- | ---- |
| Pour                    | 1 136 289 | 68.4 |
| Contre                  | 524 771   | 31.6 |
| votes nuls ou blancs    | 3 860     | 0.2  |
| Total                   | 1 664 920 | 100  |
| liste électorale        | 1 921 725 | 86.6 |
| Source: Nohlen & Stöver |           |      |